# Duševna bolest
Duševna, psihička ili mentalna bolest u je najširem smislu svaki poremećaj funkcija mozga koji utječe na mišljenje, osjećaje ili sposobnost osobe da komunicira sa svojom okolinom.
Duševno ili mentalno zdravlje je izraz koji se često upotrebljava da opiše postojanje ili nepostojanje duševne bolesti.
Precizna definicija ili klasifikacija duševnih bolesti su predmetom trajnih kontroverzi, najčešće zbog toga što je psihijatrija nije pratila napredak ostalih grana medicine, odnosno daleko više je bila pod utjecajem raznoraznih političkih, ekonomskih i kulturnih faktora.[nedostaje izvor] Tako se, na primjer, zalaganje za komunizam u SAD-u 1950-ih smatralo duševnom bolešću, dok su se 1970-ih u SSSR-u kritičari komunizma slali u duševne bolnice.[nedostaje izvor] Nešto svježiji primjer je homoseksualnost, koja je sve do ranih 1970-ih smatrana za duševnu bolest.
Uoči Međunarodnog dana borbe protiv homofobije 2009. godine, Francuska je postala prva zemlja u svijetu koja je službeno uklonila transrodnost iz svojeg popisa duševnih bolesti.